# Salmon Fork Black River
Der Salmon Fork Black River (Unter- und Mittellauf in Alaska) oder Salmon Fork (Oberlauf in Kanada) ist ein etwa 223 Kilometer langer rechter Nebenfluss des Draanjik River (vormals Black River; englisch für „schwarzer Fluss“), der vom kanadischen Territorium Yukon nach Alaska fließt. Salmon ist der englische Name für Lachse.

## Verlauf
Der Salmon Fork hat seinen Ursprung in einem Höhenkamm des Porcupine Plateaus im kanadischen Territorium Yukon. Das 880 m hoch gelegene Quellgebiet befindet sich 75 km südlich von Old Crow. Der Salmon Fork fließt anfangs etwa 90 km in südwestlicher Richtung durch eine 5 km breite Niederung flankiert von Höhenkämmen. Der Fluss überquert im Anschluss die Staatsgrenze nach Alaska und fließt noch etwa 30 km in Richtung Westsüdwest, bevor er sich nach Westen wendet. Mittel- und Unterlauf des Salmon Fork Black River verlaufen in einer sumpfigen Hochebene. Der Salmon Fork Black River trifft schließlich auf den nach Norden fließenden Draanjik River. Die Mündung befindet sich auf einer Höhe von 197 m. Der Fluss weist fast entlang seiner gesamten Länge ein mäandrierendes Verhalten mit zahlreichen Flussschlingen und Altarmen auf. Der Salmon Fork entwässert ein etwa 6536 km² großes Areal, davon 2951 km² in Kanada und 3585 km² in den Vereinigten Staaten. Ein größerer linker Nebenfluss ist der Drifting Snow Creek.